# Semisi Tapueluelu
Semisi Palu 'Ifoni Tapueluelu (n. 28 de octubre de 1949), más conocido como Semisi Tapueluelu, es un político tongano. 
Después de trabajar como superintendente de prisiones, entró a la política. Su carrera en la política nacional comenzó cuando fue elegido Representante Popular para el distrito electoral de Tongatapu 10 en las elecciones generales de 2010. Como candidato para el Partido Democrático de las Islas Amigas, obtuvo el 26,6% de los votos, venciendo a otros once candidatos.
En julio de 2014, Tapueluelu fue abandonado como candidato del Partido Democrático.